# Championnats d'Europe de pentathlon moderne 2010
Navigation
Édition précédente Édition suivante
Les Championnats d'Europe de pentathlon moderne 2010 se sont tenus à Debrecen, en Hongrie.

## Podiums

### Hommes
| Épreuves    | Or                                                      | Argent                                                         | Bronze                                                               |
| ----------- | ------------------------------------------------------- | -------------------------------------------------------------- | -------------------------------------------------------------------- |
| Individuel  | Tchéquie David Svoboda                                  | Royaume-Uni Samuel Weale                                       | Allemagne Stefan Köllner                                             |
| Par équipes | Allemagne Stefan Köllner Delf Borrmann Steffen Gebhardt | Tchéquie David Svoboda Ondřej Polívka Michal Michalik          | Lituanie Justinas Kinderis Andrejus Zadneprovskis Edvinas Krungolcas |
| Relais      | Hongrie Robert Nemeth Robert Kasza Ádám Marosi          | Pologne Bartosz Majewski Szymon Staśkiewicz Tomasz Chmielewski | Lituanie Edvinas Krungolcas Tomas Makarovas Justinas Kinderis        |

### Femmes
| Épreuves    | Or                                                    | Argent                                                | Bronze                                                       |
| ----------- | ----------------------------------------------------- | ----------------------------------------------------- | ------------------------------------------------------------ |
| Individuel  | France Amélie Cazé                                    | Allemagne Lena Schöneborn                             | Lituanie Donata Rimšaitė                                     |
| Par équipes | Allemagne Lena Schöneborn Eva Trautmann Annika Schleu | Hongrie Leila Gyenesei Adrienn Tóth Sarolta Kovács    | Royaume-Uni Heather Fell Mhairi Spence Katherine Livingston  |
| Relais      | Hongrie Leila Gyenesei Sarolta Kovacs Adrienn Tóth    | Allemagne Lena Schöneborn Eva Trautmann Annika Schleu | Pologne Katarzyna Wójcik Sylvia Czwojdzinska Paulina Boenisz |